# Jeremy Darroch
Sir David Jeremy Darroch (Alnwick, 18 luglio 1962) è un dirigente d'azienda inglese, attuale amministratore delegato del gruppo Sky Limited.

## Infanzia
Nato e cresciuto ad Alnwick, nel Northumberland, figlio di un ispettore delle imposte e nipote di un minatore. Ha Frequentato la Duke's Grammar School (una grammar school per soli ragazzi che divenne Dukes Middle School nel 1977) ad Alnwick.
Tra i suoi titoli accademici, vanta una laurea in economia presso l'Università di Hull.

## Carriera
Ha lavorato per Procter & Gamble per dodici anni dal 1988, diventando infine direttore finanziario europeo delle sue attività nel settore sanitario. Ha poi lavorato per DSG Dixons Group sotto l'egida di Ian Livingston (detto Lord Livingston), prima di sostituirlo nel ruolo di FD.

### Sky
È entrato in Sky (noto come Sky plc prima dell'acquisizione di Comcast nel 2018 e British Sky Broadcasting prima delle acquisizioni europee nel 2014) nell'agosto 2004 come chief financial officer. È diventato amministratore delegato di Sky nel dicembre 2007.

## Vita privata
Nel luglio 2010 ha ricevuto una laurea ad honorem dall'Università di Hull. È membro del consiglio dello Youth Sport Trust e del Council for Industry and Higher Education .
Nel 1987 sposa Rachel, nel Leicestershire, che ha incontrato a Newcastle. Sua moglie è un medico di famiglia, hanno un figlio maschio e due figlie femmine e vivono nel Surrey.